# Mănăstirea Hîrbovăț
Mănăstirea Hîrbovăț este o mănăstire de călugări, situată pe valea râului Ichel, la aproximat 10 kilometri de orașul Călărași (Republica Moldova). În partea de nord se învecinează cu satul Hîrbovăț, iar spre est și spre sud poate fi admirată valea Ichelului. 
Pe locul unei biserici de lemn mai vechi, în anul 1816 Ștefan Lupu și soția sa Elena, au ctitorit biserica de vară a mănăstirii cu hramul „Adormirea Maicii Domnului”, iar în anul 1870 a fost construită biserica de vară „Pogorârea Sântului Duh”. Ștefan Lupu ulterior s-a călugărit la acea mănăstire sub numele Serapion. Biserica „Adormirea Maicii Domnului” a fost reînnoită la 1828 și 1855. 
Mănăstirea Hârbovăț, adăpostește una dintre cele mai importante relicve creștine din Republica Moldova, Icoana Maicii Domnului de la Hârbovăț.

## Galerie de imagini

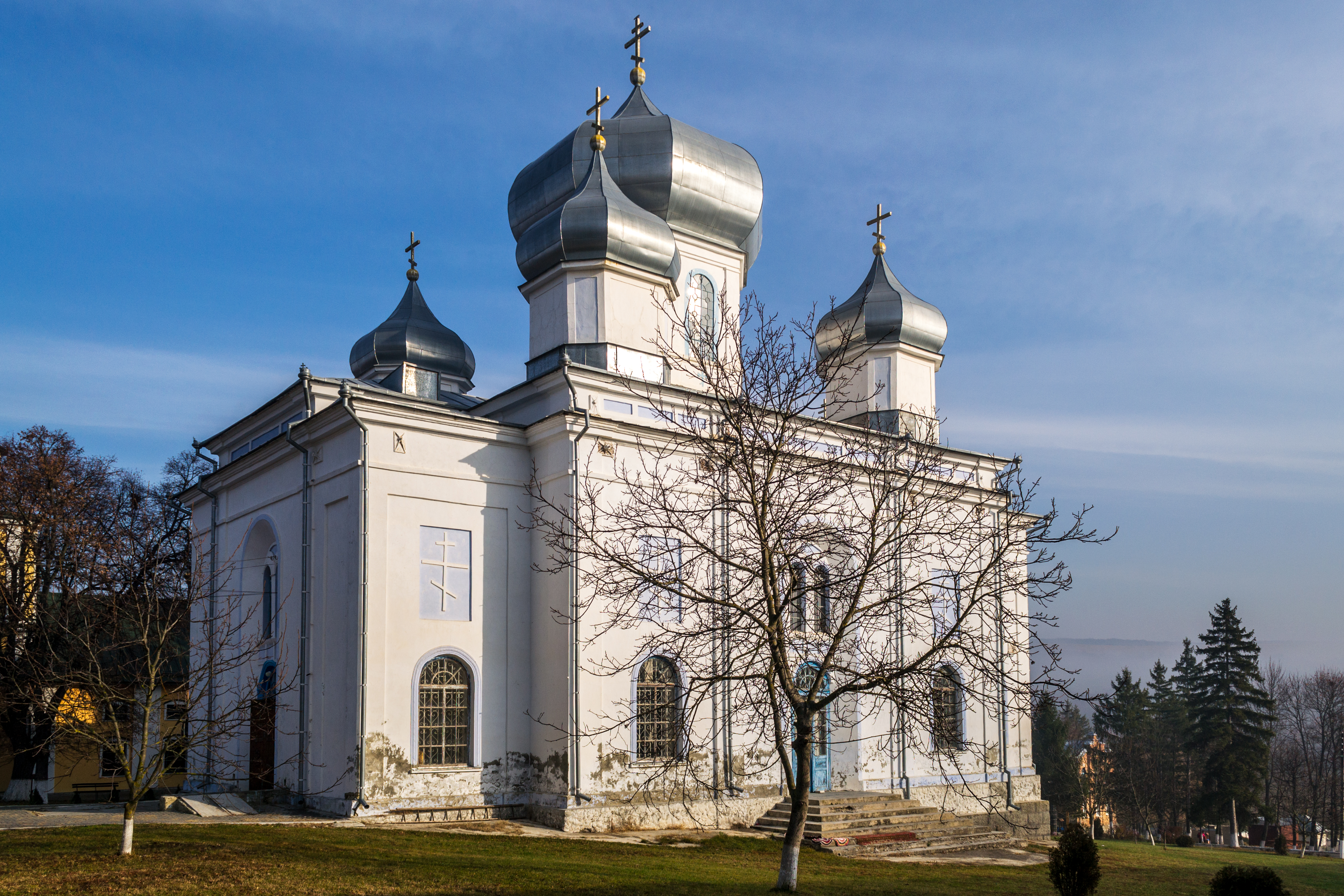
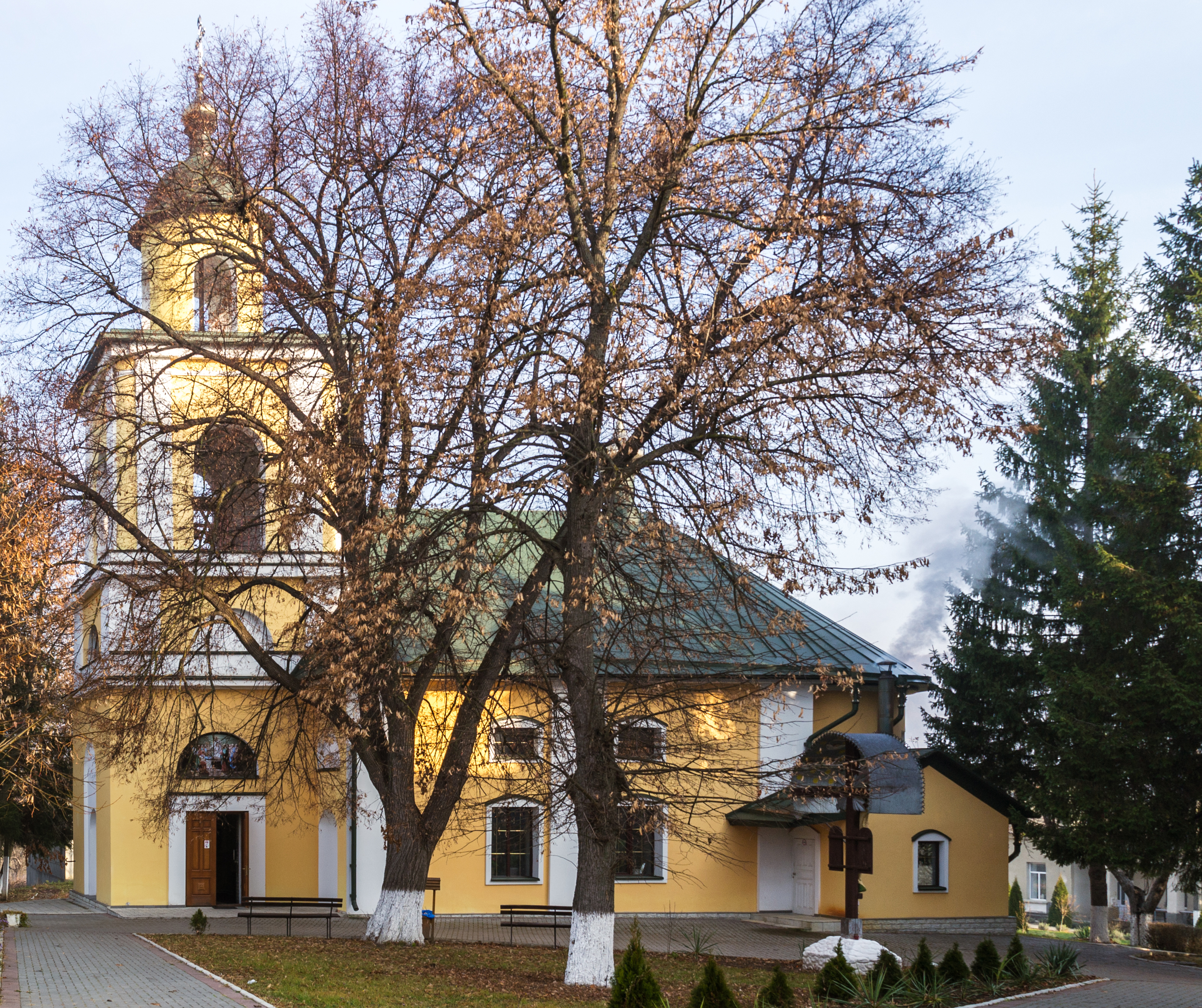
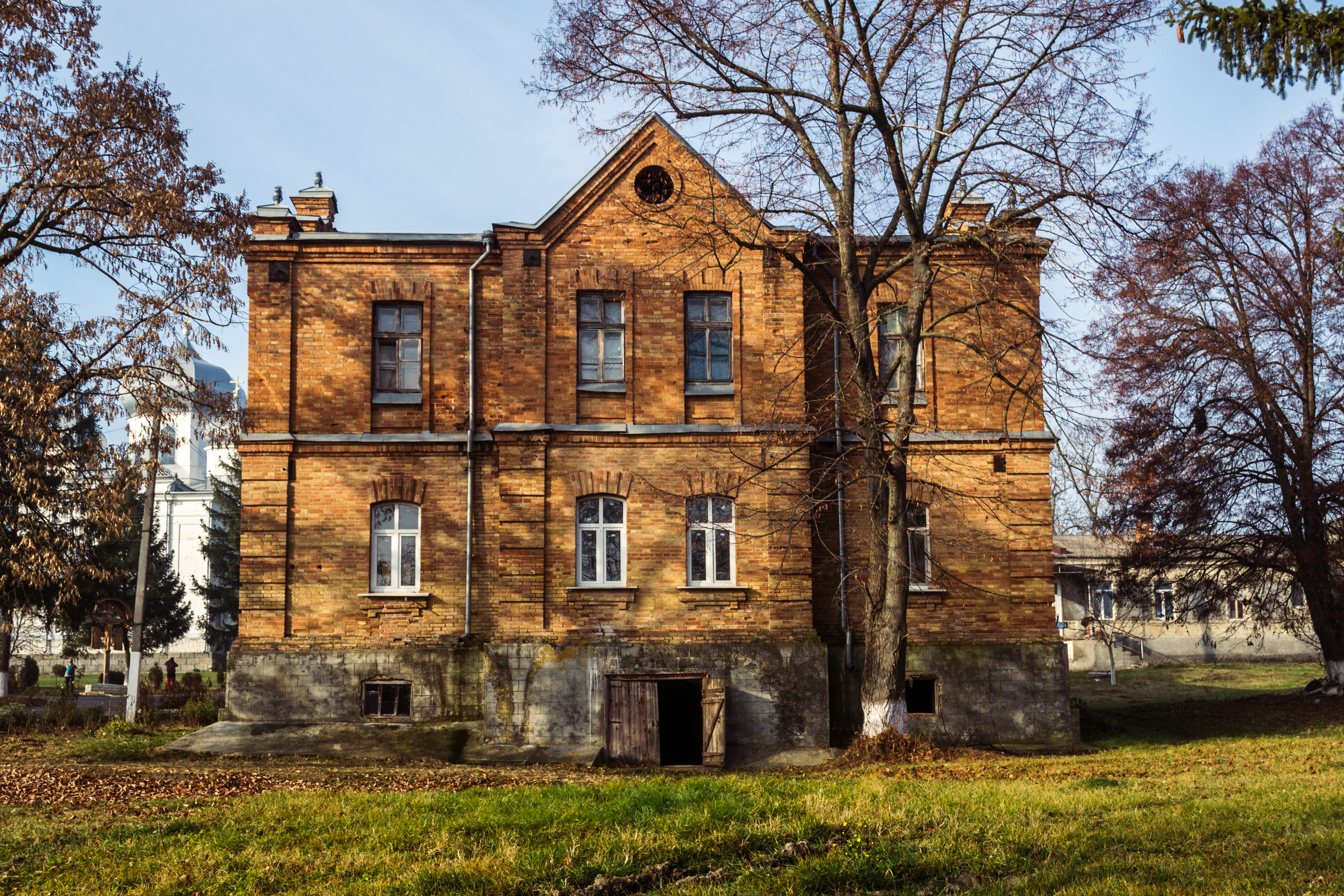
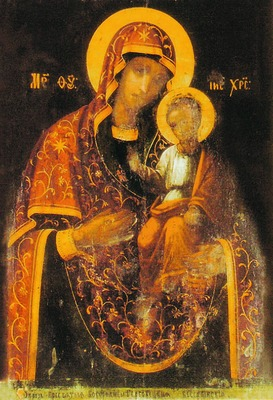
Icoana Maicii Domnului de la Hîrbovăț (1790).
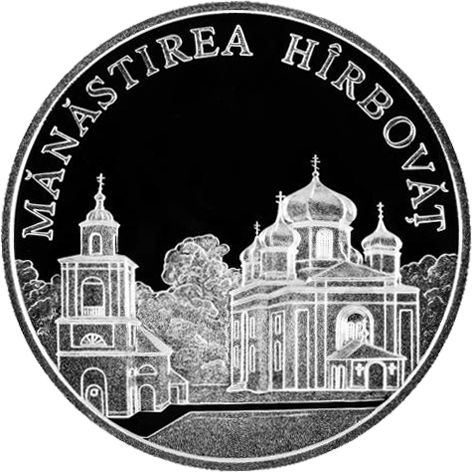
Reversul monedei comemorative „Mănăstirea Hîrbovăț” (2000).
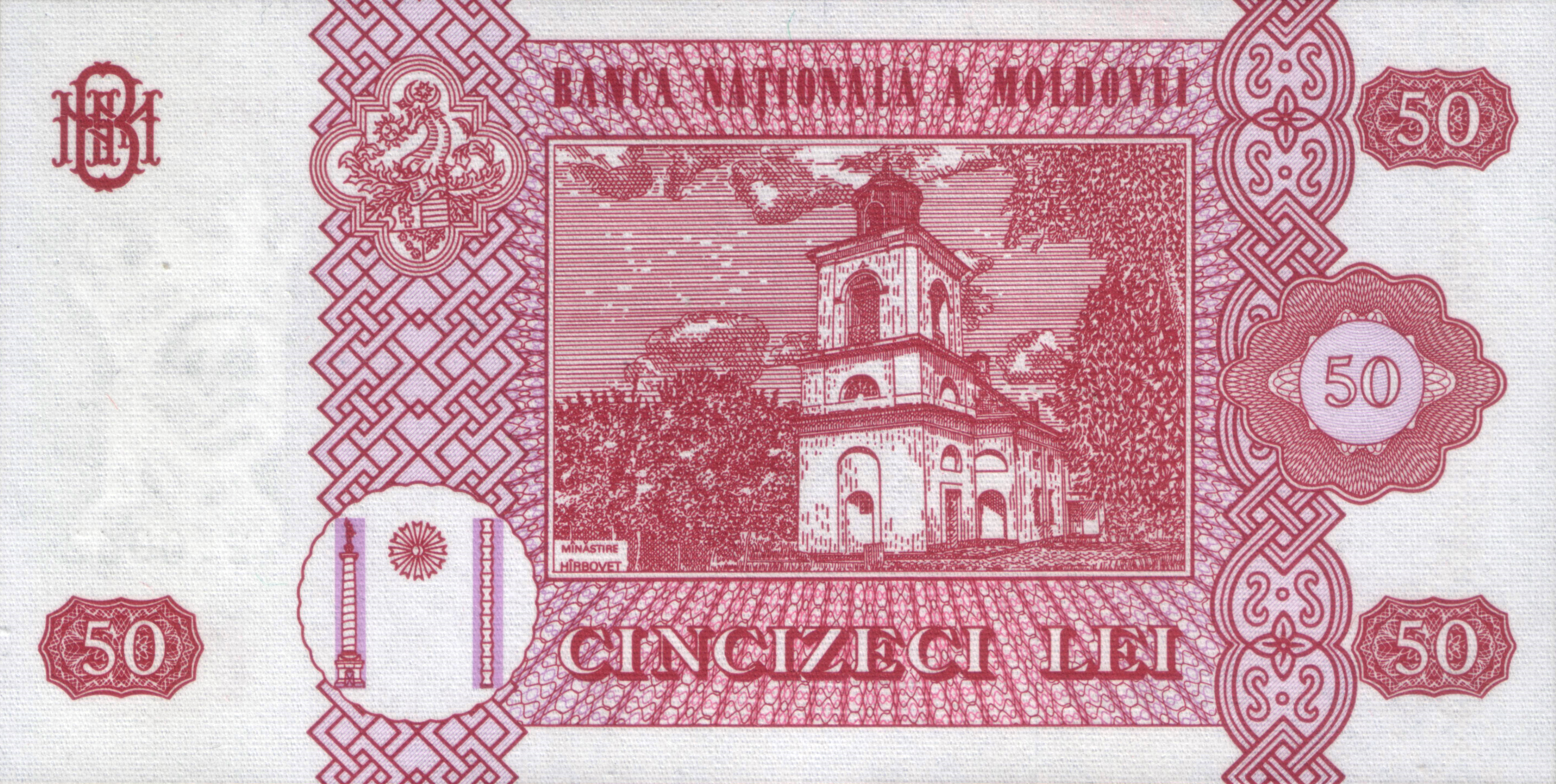
Mănăstirea ilustrată (verso) pe bancnota de 50 lei moldovenești.

## Vezi și
- Lista mănăstirilor din Republica Moldova

## Legături externe
- Manastirea Hârbovaț (creștinortodox.ro)
- Mănăstirea „Adormirea Maicii Domnului”, Hîrbovăț (logos.md)
- Moldova Ortodoxă. Pagina web a mănăstirii (ortodox.md)
- Mănăstirea „Adormirea Maicii Domnului” din Hîrbovăț (oktravel.md)